# Liste der Kirchen im Kirchenkreis Demmin
Die Liste der Kirchen im Kirchenkreis Demmin führt alle im bis Pfingsten 2012 existierenden Kirchenkreis Demmin der Pommerschen Evangelischen Kirche gelegenen Kirchengebäude auf. Zu Pfingsten 2012 ging der Kirchenkreis im Pommerschen Evangelischen Kirchenkreis der neu gebildeten Evangelisch-Lutherischen Kirche in Norddeutschland auf.
Die folgenden, damaligen Landkreise und kreisfreie Städte waren teilweise oder insgesamt Bestandteil des Kirchenkreises und werden in der Liste mit Abkürzungen gekennzeichnet:
- DM Landkreis Demmin
- NVP Landkreis Nordvorpommern

| Ort               | Kirchgemeinde                 | Kirche                          | Landkreis Koord. | Bauzeit               | Besonderheiten          | Abbildung |
| ----------------- | ----------------------------- | ------------------------------- | ---------------- | --------------------- | ----------------------- | --------- |
| Abtshagen         | Wittenhagen (A)               | Heilgeistkirche (Abtshagen)     | NVP              | 13. Jh.               | Buchholz-Orgel von 1843 |           |
| Altenhagen        | Altenhagen (A)                | Kirche Altenhagen               | DM               | 13. Jh.               |                         |           |
| Altentreptow      | Altentreptow (A)              | St.-Peter-Kirche (Altentreptow) | DM               | 14. Jh.               |                         |           |
| Alt Plestlin      | Jarmen-Tutow (D)              | Dorfkirche Alt Plestlin         | DM               | 14. Jh.               |                         |           |
| Alt Tellin        | Daberkow (D)                  | Kirche Alt Tellin               | DM               | 17. Jh. (1600)        |                         |           |
| Beggerow          | Beggerow (D)                  | Kirche Beggerow                 | DM               | 14. Jh. (1300)        |                         |           |
| Bentzin           | Jarmen-Tutow (D)              | Dorfkirche Bentzin              | DM               | 19. Jh. (1862)        |                         |           |
| Brandshagen       | Brandshagen (G)               | Marienkirche (Brandshagen)      | NVP              | 13. Jh.               |                         |           |
| Bretwisch         | Rakow                         | Kirche Bretwisch                | NVP              | 1852                  |                         |           |
| Daberkow          | Daberkow (A)                  | Kirche Daberkow                 | DM               | 14. Jh.               |                         |           |
| Demmin            | Demmin (D)                    | St. Bartholomaei (Demmin)       | DM               | 12. Jh.               |                         |           |
| Deyelsdorf        | Glewitz (L)                   | Kirche Deyelsdorf               | NVP              | 17. Jh.               |                         |           |
| Drechow           | Tribsees                      | Kirche Drechow                  | NVP              | 14. Jh.               |                         |           |
| Elmenhorst        | Elmenhorst (G)                | Kirche Elmenhorst               | NVP              | 13. Jh.               |                         |           |
| Franzburg         | Franzburg                     | Kirche Franzburg                | NVP              | 13. Jh.               |                         |           |
| Ganschendorf      | Beggerow (D)                  | Kirche Ganschendorf             | DM               | 1896                  |                         |           |
| Glewitz           | Glewitz (L)                   | Kirche Glewitz                  | NVP              | 13. Jh.               |                         |           |
| Golchen           | Hohenmocker (A)               | Kirche Golchen                  | DM               | 15./16. Jh.           |                         |           |
| Grammentin        | Kummerow (D)                  | Dorfkirche Grammentin           | DM               | 15. Jh.               |                         |           |
| Griebenow         | Groß Bisdorf (G)              | Schlosskapelle Griebenow        | NVP              | 17. Jh. (1648–54)     |                         |           |
| Grimmen           | Grimmen (G)                   | St.-Marien-Kirche (Grimmen)     | NVP              | 13. Jh.               |                         |           |
| Grischow          | Siedenbollentin (A)           | Kirche Grischow                 | DM               | 19. Jh. (1828–30)     |                         |           |
| Groß Bisdorf      | Groß Bisdorf (L)              | Kirche Groß Bisdorf             | NVP              | 13. Jh.               |                         |           |
| Groß Toitin       | Jarmen-Tutow (D)              | Kapelle Groß Toitin             | DM               | 1860                  |                         |           |
| Gülzowshof        | Gülzowshof (L)                | Kirche Gülzowshof               | DM               |                       |                         |           |
| Hohenbollentin    | Hohenbollentin-Lindenberg (D) |                                 | DM               | 14. Jh. (1326)        |                         |           |
| Hohenbüssow       | Hohenmocker (D)               | Kirche Hohenbüssow              | DM               | 16. Jh. (1500)        |                         |           |
| Hohenmocker       | Hohenmocker (A)               | Kirche Hohenmocker              | DM               | 13. Jh.               |                         |           |
| Horst             | Horst (G)                     | Kirche Horst                    | NVP              | 14. Jh.               |                         |           |
| Jarmen            | Jarmen-Tutow (D)              | St.-Marien-Kirche (Jarmen)      | DM               | 19. Jh. (1863–64)     |                         |           |
| Kartlow           | Kartlow-Völschow (D)          | St.-Johannis-Kirche (Kartlow)   | DM               |                       |                         |           |
| Kirch Baggendorf  | Kirch Baggendorf (G)          | Kirche Kirch Baggendorf         | NVP              | 13. Jh.               |                         |           |
| Klatzow           | Klatzow-Gültz (A)             | Kirche Klatzow                  | DM               |                       |                         |           |
| Klevenow          | Grimmen (G)                   | Kapelle Klevenow                | NVP              |                       |                         |           |
| Kummerow (am See) | Kummerow (D)                  | Dorfkirche Kummerow             | DM               | 13. Jh.               |                         |           |
| Lindenberg        | Hohenbollentin-Lindenberg (D) |                                 | DM               | 16. Jh.               |                         |           |
| Loitz             | Loitz (L)                     | St.-Marien-Kirche Loitz         | DM               | 12. Jh.               |                         |           |
| Nehringen         | Glewitz                       | St.-Andreas-Kirche              | NVP              | 14. Jh.               |                         |           |
| Plötz             | Kartlow-Völschow (D)          | Kirche Plötz                    | DM               | 19. Jh.               | Neuromanisches Bauwerk  |           |
| Rakow             | Rakow (L)                     | Kirche Rakow                    | NVP              | 13. Jh. (1238)        |                         |           |
| Reinberg          | Brandshagen (G)               | Dorfkirche Reinberg             | NVP              | 13. Jh. (1220)        |                         |           |
| Reinkenhagen      | Reinkenhagen (G)              | Kirche Reinkenhagen             | NVP              | 13. Jh.               |                         |           |
| Richtenberg       | Richtenberg (F)               | St.-Nikolai-Kirche Richtenberg  | NVP              | 13. Jh. (1220)        |                         |           |
| Rolofshagen       | Vorland/Rolofshagen           | Dorfkirche Rolofshagen          | NVP              | 12./13. Jh. (um 1300) | Ruine                   |           |
| Sanzkow           | Demmin (D)                    | Kirche Sanzkow                  | DM               | 12./13. Jh. (um 1300) |                         |           |
| Schmarsow         | Kartlow-Völschow (D)          | Kirche Schmarsow                | DM               | 15. Jh. (1430/40)     |                         |           |
| Siedenbrünzow     | Demmin (D)                    | Kirche Siedenbrünzow            | DM               |                       |                         |           |
| Siedenbollentin   | Siedenbollentin (A)           | Kirche Siedenbollentin          | DM               | 15. Jh. (1400)        |                         |           |
| Sophienhof        | Sophienhof (D)                |                                 | DM               |                       |                         |           |
| Steinhagen        | Steinhagen (F)                | Dorfkirche Steinhagen           | NVP              | 13. Jh.               |                         |           |
| Trantow           | Gülzowshof (D)                | Dorfkirche Trantow              | DM               | 13./14. Jh. (um 1400) |                         |           |
| Tribsees          | Tribsees (G)                  | St.-Thomas-Kirche (Tribsees)    | NVP              | 14. Jh.               |                         |           |
| Tutow             | Jarmen-Tutow (D)              | Zwölf-Apostel-Kirche (Tutow)    | DM               | 20. Jh. (1991)        |                         |           |
| Verchen           | Verchen (D)                   | Klosterkirche Verchen           | DM               | 13. Jh.               |                         |           |
| Vorland           | Vorland/Rolofshagen (G)       | Kirche Vorland                  | NVP              | 13. Jh.               |                         |           |
| Wolkwitz          | Kummerow (D)                  | Dorfkirche Wolkwitz             | DM               | 17. Jh.               |                         |           |
| Wotenick          | Wotenick (L)                  | St. Nikolai Wotenick            | DM               | 13. Jh.               |                         |           |
| Zemmin            | Jarmen-Tutow (D)              | Dorfkirche Zemmin               | DM               | 15. Jh.               |                         |           |

## Einrichtungen des Kirchenkreises
- Krankenhausseelsorge Demmin in Beggerow
- Konfirmandenarbeit Demmin-Stralsund in Sassen